# Lissonota rubida
Lissonota rubida là một loài tò vò trong họ Ichneumonidae.